# Миколаївська сільська рада (Хмельницький район)
Микола́ївська сільська́ ра́да — адміністративно-територіальна одиниця та орган місцевого самоврядування у Хмельницькому районі Хмельницької області. Адміністративний центр — село Миколаїв.

## Загальні відомості
- Територія ради: 21,79 км²
- Населення ради: 620 осіб (станом на 2001 рік)
- Територією ради протікають річки Бужок, Батіг

## Населені пункти
Сільській раді підпорядковані населені пункти:
- с. Миколаїв
- с. Манилівка

## Склад ради
Рада складалася з 12 депутатів та голови.
- Голова ради: Шелестюк Володимир Іванович
- Секретар ради: Грохівська Зоя Миколаївна

### Керівний склад попередніх скликань
| Прізвище, ім'я, по батькові | Основні відомості                                                 | Дата обрання | Дата звільнення |
| --------------------------- | ----------------------------------------------------------------- | ------------ | --------------- |
| Шелестюк Володимир Іванович | Сільський голова, 1967 року народження, освіта вища, безпартійний | 26.03.2006   | 31.10.2010      |
| Шелестюк Володимир Іванович | Сільський голова, 1967 року народження, освіта вища, безпартійний | 31.10.2010   |                 |

Примітка: таблиця складена за даними сайту Верховної Ради України

### Депутати
За результатами місцевих виборів 2010 року депутатами ради стали:

#### За суб'єктами висування
| Суб'єкт висування | Кількість обраних депутатів | %    |
| ----------------- | --------------------------- | ---- |
| Самовисування     | 8                           | 66,7 |
| Народна партія    | 4                           | 33,3 |

#### За округами
| № округу       | Прізвище, ім'я, по батькові       | Дата визнання обраним | Освіта             | Партійна приналежність           | Відомості про обраного депутата                 |
| -------------- | --------------------------------- | --------------------- | ------------------ | -------------------------------- | ----------------------------------------------- |
| Народна Партія |                                   |                       |                    |                                  |                                                 |
| 2              | Миколюк Любов Іванівна            | 01.11.2010            | середня            | член Народної партії             | м. Хмельницький, Укрпошта, листоноша            |
| 8              | Деліта Валентина Володимирович    | 01.11.2010            | середня спеціальна | позапартійний                    | домогосп.                                       |
| 9              | Десятник Василь Станіславович     | 01.11.2010            | середня            | член Народної партії             | Старокостян.молокозавод, приймальн. молок       |
| 11             | Малькут Тетяна Володимирівна      | 01.11.2010            | середня спеціальна | позапартійна                     | Укрпошта, м. Хмельницький, листоноша            |
| Самовисування  |                                   |                       |                    |                                  |                                                 |
| 1              | Горохівська Зоя Миколаївна        | 01.11.2010            | середня спеціальна | позапартійна                     | Миколаївська с/р, секретар                      |
| 3              | Муктіашвілі Надія Миколаївна      | 01.11.2010            | середня            | позапартійна                     | Миколаївська загальноосвітня школа, бібліотекар |
| 4              | Парибус Володимир Степанович      | 06.06.2011            | вища               | позапартійний                    | Миколаївська ЗОШ, директор                      |
| 5              | Концевич Надія Федорівна          | 01.11.2010            | середня спеціальна | позапартійна                     | Миколаївська с/р, бухгалтер                     |
| 6              | Шелестюк Надія Петрівна           | 06.06.2011            | середня спеціальна | член Української Народної Партії | ДСП «Агропартнер», керуюча підрозділом          |
| 7              | Вингринюк Ростислава Вікторівна   | 01.11.2010            | середня спеціальна | позапартійна                     | Миколаївська с/р, бібліотекар                   |
| 10             | Стецюк Федір Федорович            | 01.11.2010            | вища               | позапартійний                    | с. Манилівка, підприємец                        |
| 12             | Голондзовський Олег Володимирович | 01.11.2010            | вища               | позапартійний                    | Чорноост.с/р, соцпрацівн.                       |